# شیبا یوشی‌هیرو
شیبا یوشی‌توشی (به ژاپنی: 斯波義寛)، شیبا یوشی‌تُواو ;(۱۴۵۷ – ۲۱ مهٔ ۱۵۱۳) دوازدهمین رهبر خاندان شیبا و پسر شیبا یوشی‌توشی در ژاپن بود. وی شوگوی (فرماندار) ولایت اچیزن، ولایت اواری و ولایت توتومی بود. پسر وی شیبا یوشی‌تاتسو نام داشت.